# Реченское сельское поселение (Волгоградская область)
Ре́ченское се́льское поселе́ние — муниципальное образование (сельское поселение) в составе Алексеевского района Волгоградской области.
Административный центр — хутор Реченский.
Глава Алексеевского сельского поселения — Потапова Ольга Васильевна.

## География
Поселение расположено на западе Алексеевского района.
Граничит с:
- на северо-западе — с Нехаевским районом
- севере — со Стеженским сельским поселением
- на востоке — с Усть-Бузулукским сельским поселением
- на юге — с Трёхложинским сельским поселением
- на юго-западе — с Рябовским сельским поселением

По территории поселения протекает река Акишевка (приток Хопра).

## Население
| 2010 | 2012 | 2013 | 2014 | 2015 | 2016 | 2017 |
| ---- | ---- | ---- | ---- | ---- | ---- | ---- |
| 630  | ↘527 | ↗614 | ↘600 | ↘595 | ↘593 | ↘590 |
| 2018 | 2019 | 2020 | 2021 |      |      |      |
| ↗593 | ↘583 | ↘578 | ↘567 |      |      |      |

## Состав сельского поселения
| № | Населённый пункт | Тип населённого пункта        | Население |
| - | ---------------- | ----------------------------- | --------- |
| 1 | Лунякинский      | хутор                         | 31        |
| 2 | Нестеровский     | хутор                         | 143       |
| 3 | Реченский        | хутор, административный центр | 408       |
| 4 | Суховский        | хутор                         | 48        |

## Местное самоуправление
В соответствии с Законом Волгоградской области от 18 ноября 2005 г. № 1120-ОД «Об установлении наименований органов местного самоуправления в Волгоградской области», в Реченском сельском поселении установлена следующая система и наименования органов местного самоуправления:
- Дума Реченского сельского поселения (11 октября 2009 года избран второй созыв)
численность (первого созыва) — 8 депутатов[15]
избирательная система — мажоритарная, один многомандатный избирательный округ.

* Глава Реченского сельского поселения — Андреянова Галина Ивановна (с 2021 г.)
- Администрация Реченского сельского поселения